# Hellmuth, Obata & Kassabaum

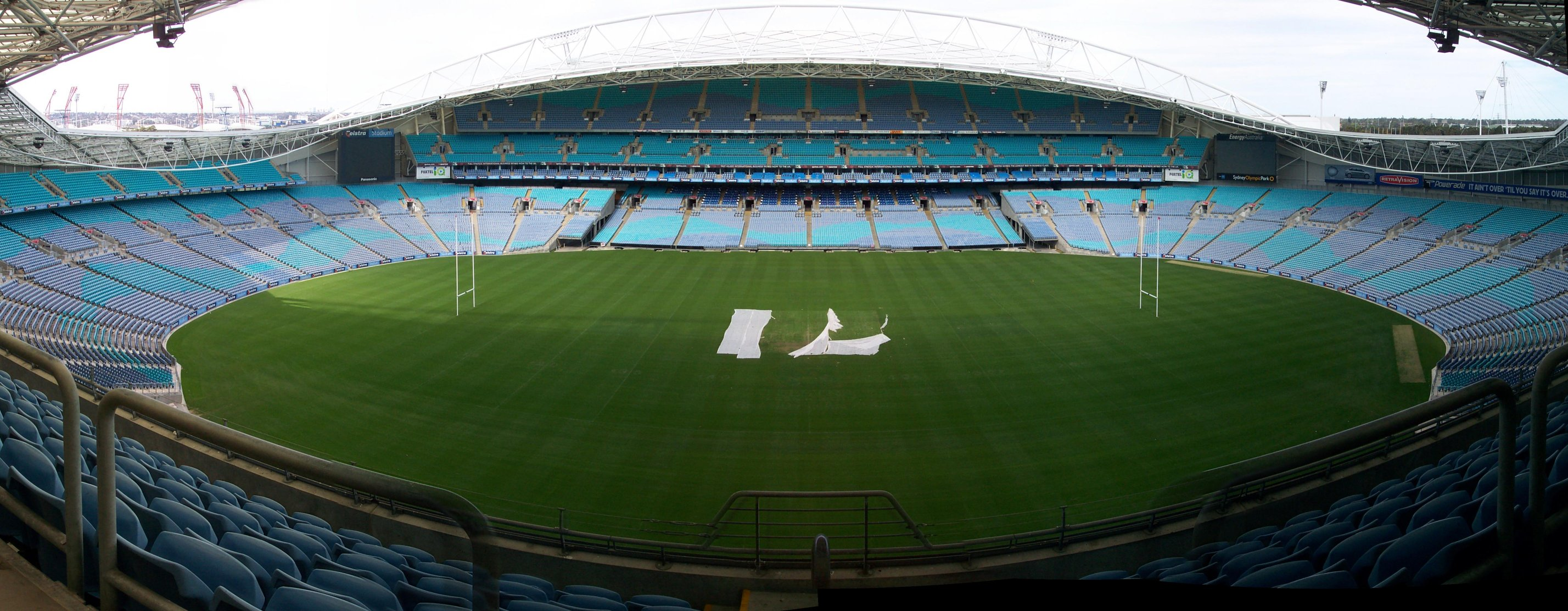
Sân vận động Australia của HOK

Hellmuth, Obata & Kassabaum (viết tắt là HOK) là một hãng kiến trúc lớn trên thế giới. Được George Hellmuth, Gyo Obata và George Kassabaum thành lập năm 1955 tại Saint Louis, Missouri, Hoa Kỳ. Công trình đầu tiên của hãng là một trường học ở Saint Louis, Missouri. Vào thập niên 1960 HOK bắt đầu mở rộng sau khi trúng thầu một loại các công trình trên toàn nước Mỹ. Văn phòng thiết kế thứ hai được khai trương tại San Francisco vào năm 1966. Vào thập niên 1970, hãng đã tạo dựng được danh tiếng trên toàn thế giới. Vào năm 1975, HOK được chỉ định thiết kế trường Đại học Vua Saud ở Ả Rập Xê Út với tổng trị giá 3.5 tỉ đô la Mỹ, công trình đắt giá nhất thế giới vào thời điểm đó.
Vào năm 1983, HOK thành lập chi nhánh chuyên thiết kế các công trình thể thao (HOK sport). Chi nhánh HOK sport nhanh chóng trở nên dẫn đầu trong thể loại công trình thể thao. Năm 2000, theo xếp hạng của Tạp chí Kiến trúc thế giới (World architecture), HOK là hãng thiết kế lớn nhất thế giới với trên 1600 kiến trúc sư hoạt động trên toàn thế giới trong hầu hết mọi thể loại công trình kiến trúc. Đặc biệt hãng rất quan tâm đến kiến trúc bền vững.